# 여주 도곡리 석불좌상
여주 도곡리 석불좌상(驪州 道谷里 石佛坐像)은 경기도 여주시에 있는 높이 3.31 m의 석불이다. 1996년 1월 18일 경기도의 유형문화재 제160호로 지정되었다.

## 개요
경기도 여주군 금사면 원적산 산자락 밑에 북동쪽을 향하여 앉아 있는 석불이다.
머리에는 작은 소라 모양의 머리칼을 붙여 놓았으며, 팽팽한 두 뺨, 어깨까지 늘어진 귀 등에서 자연스러운 부처의 모습을 보이고 있다. 목에는 3줄의 주름이 뚜렷하고, 손은 왼손을 다리 위에 얹었고 오른손은 가슴 부근에서 2개의 손가락을 펴고 있다.
당당한 어깨를 감싼 옷은 양 팔에서 두터운 계단식 옷주름을 이루며 양 무릎에 흘러내린다. 왼쪽 어깨의 옷자락은 고리로 고정시켜 삼각형의 주름을 형성하였는데, 이런 표현은 9세기 통일신라의 불상 양식을 계승한 것이다.
불상이 앉아 있는 대좌(臺座)는 상대·중대·하대로 구성되어 있다. 상대에는 연꽃받침이 새겨져 있는데 특이하게 연꽃잎마다 두 손의 엄지를 맞대고 있는 작은 부처를 새겼다. 6각 중대석의 4면에는 신장상이 배치되어 있고, 나머지 2면은 아무런 장식이 없다.
전형적인 9세기 조각양식을 계승한 것으로, 근처에 있는 여주 포초골미륵좌상(경기도 유형문화재 제35호), 여주 계신리마애여래입상(경기도유형문화재 제98호)과 더불어 이 지역 불상 조각양식을 살필 수 있는 중요한 자료이다.

## 같이 보기
- 포초골미륵좌불 - 경기도 유형문화재 제35호
- 여주계신리마애여래입상 - 경기도유형문화재 제98호